# Villa Rustica (Brighton)

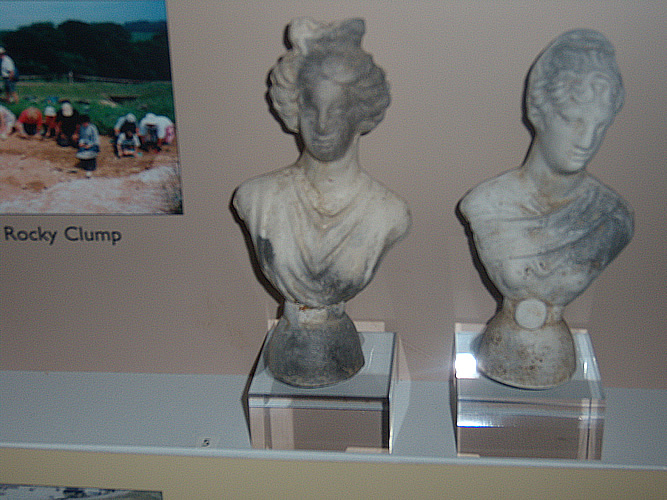
Zwei Terrakottabüsten aus einem Grab bei der Villa

Die Villa Rustica von Brighton war ein römischer Gutshof bei Brighton, im Süden von England in East Sussex.

## Beschreibung
Die Villa wurde schon 1876 gefunden, als bei Bauarbeiten Gruben, Bestattungen und Reste einer Mauer zu Tage kamen. In den folgenden Jahren wurden sieben Räume freigelegt. Es fanden sich Reste von Wandmalereien und Mosaiken. Weitere Grabungen fanden 1926, 1962/63 und 2002 statt, bevor an dieser Stelle ein Wohnbau errichtet wurde. Die Villa stammt aus dem ersten Jahrhundert, war aus Steinen erbaut und zumindest zum Teil mit schwarz-weißen Mosaiken ausgestattet. Bei den jüngeren Grabungen wurde in der Verfüllung eines mit Steinen verkleideten Brunnens eine Münze von Kaiser Constantius II. gefunden. Sie belegt eine Nutzung der Villa wahrscheinlich bis ins vierte Jahrhundert. Bei den jüngeren Ausgrabungen wurde die Bestattung eines Mannes freigelegt. Die Bestattung einer Frau wurde bereits um 1960 gefunden und enthielt unter anderem zwei Terrakottabüsten.